# كفر رمان
كفر رمّان قرية فلسطينية تقع في محافظة طولكرم شمال الضفة الغربية. وهي من القرى المحتلة عام النكسة.

## الجغرافيا
تقع قرية كفر رمّان في الجزء الشمالي الغربي من الضفة الغربية، في الناحية الشرقية من مدينة طولكرم بمسافة لا تزيد عن 11 كم، بالقرب من طريق نابلس - طولكرم الرئيسية. أقيمت كفر رمّان على تلة جبلية ارتفاعها يتراوح ما بين (220 - 270)م عن سطح البحر. تحيط بها أراضي بلدات عنبتا، وبلعا، وبزاريا وسيلة الظهر.

## التاريخ
عُثر في القرية على قطع أثرية تعود إلى العصر البرونزي الأوسط، والعصر الحديدي الثاني، والفارسي، والهلنستية، والروماني، والبيزنطي والعصور الإسلامية المبكرة.

### العهد العثماني
تبعت كفر رمّان إلى الإمبراطورية العثمانية في عام 1517 مع كل فلسطين، وكانت تتبع ولاية شرق بيروت في الشام. في عام 1596 ظهر لأول مرة اسم كفر رمّان في سجلات الضرائب العثمانية، وكانت ضمن ناحية جبل سامي في قضاء نابلس، حيث دفعوا معدل ثابت للضريبة بنسبة 33,3٪ على المنتجات الزراعية المختلفة، مثل القمح، والشعير، والمحاصيل الصيفية، والزيتون، والماعز، وخلايا النحل. في عام 1838 أُتبعت كفر رمّان إدارياً إلى وادي الشاعر غرب نابلس. عام 1870، أشار عالم الآثار الفرنسي فيكتور جويرين أن رامين تقع إلى جانب كفر رمّان. عام 1882، أجرى صندوق استكشاف فلسطين الغربية مسحاً للقرية ووصفها بأنها «قرية صغيرة على جانب الجبل، مع أشجار زيتون وبئر شمالها».

### الانتداب البريطاني
في عام 1917، سقطت كفر رمّان بيد الجيش البريطاني، ودخلت القرية مع باقي فلسطين مظلة الانتداب البريطاني على فلسطين عام 1920 حتى وقوع النكبة.
أجرت سلطات الانتداب البريطاني تعدادا عاما للسكان عام 1922، وقد بلغ عدد السكان حوالي 161 نسمة، ثم ازداد عددهم حتى وصل إلى 189 نسمة جميعهم مسلمين في تعداد عام 1931. أما في تعداد عام 1945، فبلغ عدد السكان حوالي 270 نسمة وجميعهم مسلمون.

### الحكم الأردني
في أوائل خمسينيات القرن العشرين أتبعت كفر رمّان للحكم الأردني بين حربي 1948 و1967، وكان عدد سكانها آنذاك حوالي 466 نسمة عام 1961.

### النكسة
سقطت كفر رمّان في يد الاحتلال بعد حرب النكسة.

### السلطة الفلسطينية
بعد تأسيس السلطة الفلسطينية، استلمت السلطة الوطنية الفلسطينية قرية كفر رمّان، ووضعتها تحت السيطرة المدنية والأمنية الفلسطينية الكاملة حسب اتفاقيات أوسلو وألحقتها إدارياً بمحافظة طولكرم. لاحقاً ضمت القرية إلى بلدة عنبتا التي لا تبعد عنها أكثر من 2 كم.

## السكان
دخلت فلسطين وفود كبيرة عبر العصور من تجار وغيرهم؛ وذلك لموقعها الهام كنقطة وصل بين القارات، ومركز للحضارات والأديان.
| السنة      | (1922) | (1931) | (1945) | (1961) | (تعداد 1997) | (تعداد 2007) | (تعداد 2017) |
| ---------- | ------ | ------ | ------ | ------ | ------------ | ------------ | ------------ |
| عدد السكان | 161    | 189    | 270    | 466    | 649          | 869          | 806          |

## الاقتصاد

### الزراعة
تعد الزراعة القطاع الاقتصادي الرئيسي في القرية، تنتج البلدة محاصيل الزيتون، والتين، واللوز، والعدس، والقمح وبعض الخضراوات. لكن التوسع العمراني للبلدة والتوسع في البنية التحتية وفتح الشوارع قلص المساحات المزروعة من الأراضي الزراعية. تراجعت في السنوات الأخيرة أعداد الثروة الحيوانية بسبب ارتفاع أسعار الأعلاف وقلة المساحات الحيوية.

## مواضيع ذات صلة
| - فلسطين - القدس | - آثار فلسطين - تاريخ فلسطين - مدن فلسطين | - محافظة طولكرم - طولكرم - عنبتا |